# لماذا لم يسألوا إيفانز؟
لماذا لم يسألوا إيفانز؟ (بالإنجليزية?Why Didn't They Ask Evans)، هي رواية أدب بوليسي ألفتها أغاثا كريستي. نُشرت لأول مرة في المملكة المتحدة من قبل نادي كولنز للجرائم في سبتمبر عام 1934، وفي الولايات المتحدة بواسطة شركة دود وميد عام 1935 بعنوان دليل البوميرانغ.
بيعت نسخة المملكة المتحدة بسعر سبعة شلنات وستة بنسات (7/6) والنسخة الأمريكية بسعر 2 دولار.
بوبي جونز الذي وجد رجلًا يحتضر في ملعبه المحلي للغولف. استنتج أن صورة قد شاهدها في جيب الرجل قد استُبدلت، بينما كانت الشرطة تسعى للتعرف على هويته. بوبي وصديقته الليدي فرانسيس ديروينت يعيشان مغامرات بينما يحاولان حل لغز كلمات الرجل الأخيرة: «لماذا لم يسألوا إيفانز؟»
أُثني على الرواية عندما نُشرت لأول مرة باعتبارها «قصة تدغدغ وتثير»، ومن المؤكد أن القارئ سوف يُعجَب بالمحققين الهواة ويسامح غياب بوارو. وكان لها سرد حيّ، مليء بالحركة، مع اثنين من المحققين الهواة الذين «يمزجون السحر واللامسؤولية مع الدهاء والحظ الجيد». روبرت بارنارد، الذي كتب في عام 1990، أطلق عليها اسم «المفعمة بالحيوية»، لكنه قارنها بـ«أجساد حقيرة» التي كتبها إيفلين ووه وشعر أن المحققين كانوا هواةً أكثر من اللازم.

## ملخص الرواية
بوبي جونز، ابن كاهن بلدة ماركبولب، خلال لعبه للغولف مع صديقه، يسقط كرة الغولف قرب أحد المنحدرات، وعند ذهابها لإحضارها، يجد رجلا يحتضر عند المنحدر، يذهب صديق بوبي لإحضار المساعدة، بينما يبقى بوبي مع الرجل المصاب، وقبل موت الرجل، يقول جملة تحير بوبي ألا وهي «لماذا لم يسألوا إيفانز؟»، يجد بوبي في جيب الرجل صورة لامرأة، تكون المؤشر للتعرف على هويته. يبقى بوبي ينتظر مع جثة الرجل في انتظار صديقه، فيظهر رجل، يعرف نفسه على أنه روجر بايسنغتون-فرينش ويعرض على بوبي البقاء مع الجثة حتى يستطيع بوبي الذهاب إلى موعده مع أبيه في الكنيسة.
يتم التعرف على الرجل الميت، اليكس بريتشارد، من قبل أخته، اميليا كايمان، تقول كاميليا أنها هي المرأة الي كانت في الصورة، لكن بوبي يلاحظ الفرق الكبير بينها وبين الفتاة التي في الصورة، ويرجع ذلك لعامل التقدم في السن. بعد جلسة التحقيق، تسأل السيدة كايمان وزوجها إذا كان أخوها قد قال أي شيء قبل وفاته، ويجيب بوبي بالنفي. لكنه فيما بعد، وعند تحدثه عن الحادث مع صديقته فرانكي-أو الليدي فرانسيس دارونت-، يتذكر بوبي كلماتا لرجل الأخير التي قالها، ويرسل برسالة إلى عائلة كايمان، لكن رد عائلة كايمان يؤكد أن هذه الجملة لا دلالة لها.
يشرع بوبي بالعمل في مرآب للسيارات، لكنه يتلقى عرض عمل غير متوقع من بوينس ايرس ويقوم برفضه. بعد فترة يتم تسميم بوبي وينجو بأعجوبة من الموت، يظن الجميع أن من قام بتسميم عصير بوبي كان رجلا مجنونا، لكن فرانكي تشك في أن أحدا ما يحاول قتل بوبي. يتم نشر صورة في الصحيفة على أساس أنها الصورة التي تم إيجدها في جيب الرجل الميت، لكن بوبي ينفي ذلك ويقول أن الصورة التي رآها لا تشبه إطلاقا الصورة التي وجدها في جيب الرجل الميت. يدرك هو وفرانكي أن السيد باسينغتون-فرينش هو الوحيد الذي كان بإمكانه استبدال الصورة التي كانت في جيب الرجل بصورة للسيدة كايمان عندما بقي مع جثة الرجل، ويقرر كلاهما التحقيق في القضية لاكتشاف حقيقة السيدة باسينغتون فرينش.
يضع الاثنان خطة من أجل الدخول إلى منزل مير واي كورت في هامبشاير، الذي يعيش فيه هنري باسينغتون-فرينش أخ روجر، وزوجته سيلفيا، تقضي الخطة بتعرض فرانكي لحادث سيارة بالقرب من منزل ميرواي كورت، وبعد أن يتم فحصها من دكتور وهمي-صديق لفرانكي- ينصح الطبيب ببقائها لأيام في منزل ميرواي كورت لتستعيد عافيتها.
تقوم فرانكي بإظهار قصاصة جريدة للرجل الميت، تقول سيلفيا أن الصورة تشبه أحد معارفها ويسمى آلان كارسترز، كان يقول برحلات صيد كثيرة حول العالم، وهو صديق لميليونير اسمة جون سافاج، وقد انتحر جون سافاج بعد اكتشافه لإصابته بالسرطان.
يتم تعريف فرانكي بجيران عائلة باسينغتون-فرينش، الدكتور نيكلسون وزوجته مويرا، يقوم الدكتور نيكلسون بإدارة عيادة لمعالجة للعلاج من الإدمان. تراسل فرانكي بوبي وتطلب منه التحقيق حول هذه العيادة، فيقوم بوبي بالتسلسل إلى العيادة ليلا، ويلتقي بفتاة تحاول الهروب وتقول أن حياتها في خطر، يتفاجئ بوبي عندما يدرك أن الفتاة هي نفسها صاحبة الصورة التي وجدها في جيب الرجل الميت ويغادر بوبي العيادة خوفا من القبض عليه قبل أن يتمكن من مواصلة حديثه مع الفتاة.
بعد بضعة أيام، تذهب تلك الفتاة إلى الفندق الذي يقيم فيه بوبي، وتعرف نفسها على أنها مويرا نيكلسون، زوجة الدكتور نيكلسون، وتقول أنها مقتنعة بأن زوجها يحاول قتلتها وتعترف بأنها كانت تعرف آلان كارستيز قبل زواجها بالدكتور. بوبي يطلع فرانكي على هذه التطورات، مويرا تقترح عليهما أن يسألها روجر إذا كان هو من قام بتبديل الصورة في جيب الرجل الميت، تستجيب فرانكي لاقتراحها، يعترف روجر بأنه هو من قام بأخذ صورة مويرا لتجنب الفضيحة التي ستلحق بها عند التحقيق في القضية أن صورتها وجدت في جيب رجل ميت، لكنه ينكر وضع صورة السيدة كايمان.
تثير وصية الراحل جون سافاج اهتمام فرانكي، التي تقوم بطلب الإطلاع عليها من محامي العائلة في لندن، وبالصدفة تعرف أن آلان كارستيرز هو الآخر قام بمراجعة المحامي لنفس السبب. يتضح أن سافاج قبل موته أقام في بيت السيد والسيدة تيمبلتون، ورغم أن طبيب سافاج أكد له أنه سيكون بخير رغم إصابته بالسرطان، لكن هذا الأخير يكون كئيبا بطريقة غريبة وينتحر في النهاية تاركا وصية تنص على منح مبلغ كبير لآل تيمبلتون لكن آلان كارستيرز يشكك في صحة الوصية.
في هذه الأثناء يتم اختطاف بوبي، يعلم الخاطفون فرانكي بمكان بوبي، كوخ مهجور، تتجه فرانكي إليه وحدها وفور وصولها يتم حجزها هي الأخرى، ويتعرفان على هوية الخاطف، ألا وهو روجر باسينغتون-فرينش، بعد تحرير نفسيهما يجدون مويرا مخدرة في نفس الكوخ، عند وصول الشرطة يكون روجر قد نجح في الهروب.
بوبي وفرانكي يستجوبان الشاهدين على وصية جون سافاج، وهما الطباخة ومدبرة منزل آل تمبلتون. يتضح أن السيد تمبلتون هو نفسه السيد كايمان. يتساءل بوبي وفرانكي لماذا لم يتم طلب سؤال الخادمة الخاصة غلاديس للشهادة على الوصية، فيدركان أن السبب هو أنها سبق ولها وخدمت السيدة سافاج من قبل، عكس الطباخة ومدبر المنزل، وأنه من قام بتوقيع الوصية ليس السيد سافاج، بل روجر باسنغتون-فرينش بعد متقمصا هوية سافاج، ويكتشف بوبي وفرانكي كذلك أن اسم عائلة غلاديس هو إيفانز، فيدركان أخيرا فحوى سؤال آلان كارسترز قبيل وفاته: «لماذا لم يسالوا ايفانز؟»
يتفاجئ بوبي وفرانكي عندما يعرفان أن السيدة إيفانز هي نفسها مدبرة منزل الكاهن، والد بوبي. كانت السيدة إيفانز سبب زيارة آلان كاستيرنز للبلدة، وهذا بسبب الشكوك التي راودته حول وصية صديقه جون سافاج. وعند عودتهما إلى البلدة، يجدان مويرا عند باب بيت والد بوبي، تقول مويرا أن روجر يحاول اللحاق بها وتطلب منهما المساعدة ويأخذها بوبي وفرانكي للمقهى لتهدئة أعصابها، لكن فرانكي تدرك أن مويرا قد قامت بتسميم كوبيهما. يتضح أن مويرا هي نفسها السيدة تمبلتون وهي شريكة روجر في جرائمه. بعد أسابيع تتلقى فرانكي رسالة من روجر، مرسلة من جنوب أمريكا، يعترف فيها بجرائمه، قتل آلان كارستيرز وتبديل الصورة التي كانت في جيبه، وقد قام بقتله حتى لا يكتشف ما قام به هو ومويرا من تزوير لوصية صديقه جون سافاج، وهو نفسه من حاول التخلص من بوبي بسبب سماعه لتلك العبارة، فعرض عليه وظيفة في الأرجنتين ومن ثم محاولة تسميمه.

## شخصيات الرواية
- روبرت «بوبي» جونز: ابن كاهن البلدة.
- الليدي فرانسيس«فرانكي» دارونت: ابنة لورد مارشينغتون وصديقة لبوبي.
- الدكتور توماس: صديق بوبي ورفيقه في لعبة التنس.
- كاهن ماركبولت: والد بوبي.
- الكس بريتشارد: الرجل الذي عثر عليه بوبي ميتا، يتضح أن اسمه الحقيقي آلان كارستيرز، صديق جون سافاج.
- السيد ليو والسيدة ايمليا كايمان: يدعيان انهما زوج اخت وأخت السيد المتوفى.
- بادجر بيدون: صديق لبوبي.
- هنري وسيليفا باسينغتون-فرينش: ملكا منزل ميروي كورت في هامبشاير.
- توماس باسينغتون-فرينش: ابن هنري وسيلفيا.
- روجر باسينغتون-فرينش: أخ هنري.
- دكتور نيكلسون: طبيب كندي يمتلك عيادة لمعالجة المدمنين قرب ميروي كورت.
- مويرا نيكلسون: زوجة الطبيب.
- غلاديس روبرت: خادمة خاصة في منزل السيد والسيدة تمبلتون سابقا، تصبح فيما بعد مدبرة منزل الكاهن.

## الإشارات إلى أناس حقيقيين
اسم بطل الرواية -بوبي جونز- هو نفس اسم لاعب الغولف الأمريكي الذي كان في أوج شهرته في وقت نشر الرواية. يُصوّر الفصل الأول «بوبي جونز» يلعب الغولف؛ عندما تنطلق ضربته باتجاه الأرض بشكل مخيب للآمال، رواية القصة توضح أن بوبي هذا هو ليس البطل الأمريكي.

## التلقي
استخلص ملحق التايمز الأدبي (27 سبتمبر 1934) على نحو مُرضٍ، أن «السيدة كريستي تصف المخاطر التي واجهها (بوبي جونز وفرانكي ديروينت) بأسلوبها الأخف والأكثر تعاطفًا، مُحرّكةً شخصيات روايتها مثل قطة صغيرة تلعب بكرة من الصوف، دون أن تفرض على القراء أي ضغط أكبر من متعة قراءة قصة تدغدغ وتثير ولكن لا تستنفد صبرهم أو دهاءهم أبدًا».
استنتج آيزاك أندرسون في ملحق مجلة نيويورك تايمز لاستعراض الكتب (18 سبتمبر 1935) أن «فرانكي وبوبي تقريبًا ليسا رائعين كالمحققين الهواة المُعتاد ذكرهم في الكتب، لكن من المؤكد أنك ستعجب بهم، وربما ستكون قادرًا على مسامحة أغاثا كريستي على ترك هيركيول بوارو هذه المرة».
بدأت ذا أوبزيرفر (16 سبتمبر 1934) بقول «هناك متعة جذابة حول رواية أغاثا كريستي الأخيرة» وانتهت إلى أن «السرد مفعم بالحيوية» و «القصة مليئة بالحركة».
قال ميلوارد كينيدي في تقريره لصحيفة الغارديان بتاريخ 21 سبتمبر 1934 بعد تلخيصه لمخطط الحبكة، «بوارو ليس له أي دور في هذا الكتاب؛ بل إن الشاب والشابة الذين يمزجون بين السحر والمسؤولية بقدر كبير من الدهاء والحظ الجيد يتلذذون وينجحون في الاستيلاء على مهام الشرطة. العيب الذي أجده هو ذكر الأهمية المفرطة للحظ. بالنسبة للأشرار، على سبيل المثال، كان الحظ الجيد الوحيد هو الذي مكنهم من اكتشاف وتحديد شخصية الابن الرابع للكاهن الغامض نائمًا في نزهة انفرادية؛ كان من سوء حظهم جدًا أنه تمكن من أخذ جرعة قاتلة مضاعفة 16 مرة من المورفين. كانوا محظوظين، مرة أخرى، في أن تكون دائمًا في متناول اليد حصرًا المستلزمات المطلوبة لجعل جريمة قتل مُرتجلة تبدو شيئا آخر؛ وبقدر ذلك للزوجين اللامعين الشباب -ولكن هذه العيوب لا تُلاحظ بسهولة في التيار النشط الخاص بسرد السيدة كريستي. ربما لم أكن لأُلاحظها لو أنني لم أقرأ الكتاب بسرعة لدرجة أنه، في قرية معزولة، لا يوجد شيء لليوم التالي سوى قراءته مرة أخرى بعين أكثر صرامة ولكن ليس أقل متعة».
كتب روبرت بارنارد عن الكتاب في عام 1980 أنه كان «مفعمًا بالحيوية، مع تلميحات متفرقة من عالم أجساد حقيرة، على الرغم من أنه يختصر عن الفكاهة الفوضوية لووه ويسهب عن الغرور، («لا أحد ينظر إلى سائق بنفس الطريقة التي ينظر بها إلى شخص ما»)». كان نقده أن الرواية «ضعيفة بسبب عدم وجود محقق مناسب: فثنائي التحقيق كانوا هاويين متلعثمين، مع أكثر من تشابه بينهما وبين تومي وتوبينس».

## الاقتباس
- تم اقتباس فيلم من الرواية عام 1980.
- تم اقتباس إحدى حلقات مسلسل "اغاثا كريستي ماربل" من الرواية عام 2008، رغم أنه في الرواية لم تظهر شخصيةالآنسة ماربل.[10]

## العناوين العالمية
تم الحفاظ على العنوان الأصلي في بعض الترجمات، وتغييره في ترجمات أخرى مثل:«ثمانية حبات من المورفين» في الترجمة اليونانية، «اسئلوا ايفانز» في الترجمة البرتغالية، «خطوة نحو الفراغ» في الترجمة الفنلندية والألمانية.

## الترجمة العربية
- لماذا لم يسألوا إيفانز؟ - مكتبة جرير

- الحادث - دار ميوزيك للنشر، وتحمل الرواية الرقم 37 ضمن السلسلة.[11]
- لغز الصورة - دار الحرية للصحافة والطباعة والنشر.[12]

## روابط خارجية
- معلومات حول الرواية في الموقع الرسمي لأغاثا كريستي (باللغة الإنجليزية).
- معلومات حول الفيلم المقبتس من الرواية عام 1980 (باللغة الإنجليزية).
- معلومات حول حلقة مسلسل «اغاثا كريستي ماربل» المقتبسة من الرواية (باللغة العربية).